# Nothonautia rubricatipes
Nothonautia rubricatipes är en insektsart som beskrevs av Marius Descamps 1983. Nothonautia rubricatipes ingår i släktet Nothonautia och familjen Romaleidae. Inga underarter finns listade i Catalogue of Life.